# 厚棘小噬土麗鯛
厚棘小噬土麗鯛，為輻鰭魚綱鱸形目隆頭魚亞目慈鯛科的其中一種，分布於南美洲巴西及玻利維亞的Guapore河及Mamore河流域，體長可達5.6公分，棲息在底層水域，生活習性不明。

## 擴展閱讀
維基物種上的相關：厚棘小噬土麗鯛